# Victor Macaveiu
Victor Macaveiu (n. 7 octombrie 1877, Șercaia, comitatul Brașov, Austro-Ungaria – d. ?) a fost un preot al Bisericii Române Unite cu Roma și delegat al „Reuniunii de Misiuni Sfinte” în cadrul Marii Adunări Naționale de la Alba Iulia.

## Biografie
Clasele primare le-a făcut la Șercaia, apoi la școala grănițărească din Ohaba Făgărașului. A urmat Liceul și Academia de teologie la Blaj, iar doctoratul în teologie la Universitatea din Viena. A fost Profesor de teologie la Blaj din 1914-1920, devenind de pe atunci printre simpatizanții unirii, fiind în mai multe rânduri ales cu program național românesc ca membru în Consiliul („Congregațiunea”) comitatului Alba, care își avea pe atunci capitala la Aiud.
Ulterior a fost ales canonic mitropolitan în 1920, intrând mai târziu și în politică, fiind ales în 1922 senator de Alba, circumscripția Aiud iar mai târziu, în anul 1928 și 1932, senator de Târnava Mică. În ciclul parlamentar 1932-1933 a fost și vicepreședinte al Senatului. După moartea mitropolitului Vasile Suciu al Blajului, în ianuarie 1935, Macaveiu a fost ales Vicar capitular, adică Vicar Locțiitor de scaun și a ieșit din viața politică.
A fost membru al Comitetului Central al „Astrei”, membru de onoare al Sindicatului Presei Române din Ardeal, etc.
La 1 decembrie 1918, ca profesor de teologie, a fost ales să reprezinte la adunarea națională „Reuniunea de Misiuni sfinte” a preoților din Arhidieceza Blajului. În dimineața adunării, împreună cu Dr. Victor Bontescu de la Hațeg, cu Pdr. Ștefan Rogianu pe atunci profesor și spiritual al Seminarului Teologic din Blaj, apoi cu Aurel Vlad, avocat la Orăștie, etc.
În vremea când în sala cea mare a Unirii se discutau hotărârile ce urmau a se lua, din ințiativă proprie a început a cuvânta mulțimilor de pe platoul din dosul „Cetății”, ocupând două dintre tribunele ridicate acolo, până la sosirea delegației trimise din sala Unirii, în frunte cu episcopii Miron Cristea și Iuliu Hossu, care aveau să publice mulțimilor astfel pregătite, rezultatul istoricei adunări din sală.

## Titluri
- Comandor al Ordinului „Steaua României”
- Comandor Clasa a II-a al Ordinului „Vulturul României”
- Răsplata Muncii pentru biserici clasa I
- Meritul Comercial și Industrial clasa I etc.